# Baie de Mobile
 (novembre 2023).
Si vous disposez d'ouvrages ou d'articles de référence ou si vous connaissez des sites web de qualité traitant du thème abordé ici, merci de compléter l'article en donnant les références utiles à sa vérifiabilité et en les liant à la section « Notes et références ».
La baie de Mobile  (anglais : Mobile Bay) est une baie de l'Alabama, aux États-Unis. Située à l'estuaire du fleuve Mobile et du Tensaw, elle donne sur le golfe du Mexique.

## Description
La baie Mobile est une baie peu profonde Son embouchure est délimitée par la péninsule de Fort Morgan à l’est et l'île-barrière Dauphin à l'ouest. La rivière Mobile et la rivière Tensaw se jettent dans l’extrémité nord de la baie et constitue de fait un estuaire. D'autres rivières plus petites se jettent également dans la baie: Dog River, Deer River et Fowl River sur le côté ouest de la baie, et Fish River sur le côté est. La baie de Mobile est le quatrième plus grand estuaire des États-Unis avec un débit de 1 800 m3 d’eau par seconde. Chaque année, et souvent plusieurs fois pendant les mois d’été, les poissons et les crustacés essaimeront le littoral peu profond et le rivage de la baie. Cet événement, nommé à juste titre un jubilé, attire une grande foule en raison de l’abondance de fruits de mer frais et faciles à pêcher.
La baie a une superficie de 1 070 km2. Elle mesure 50 km de long sur une largeur maximale de 39 km. La profondeur moyenne de la baie n'est de 10 pieds (3 m), mais un chenal de navigation dragué atteint les 75 pieds (23 m) de profondeur.

## Histoire
La bataille de la baie de Mobile y eut lieu le 5 août 1864.

### Source
- (en) Cet article est partiellement ou en totalité issu de l’article de Wikipédia en anglais intitulé « Mobile Bay » (voir la liste des auteurs).